# Liste der Kulturdenkmäler in Müschenbach
In der Liste der Kulturdenkmäler in Müschenbach sind alle Kulturdenkmäler der rheinland-pfälzischen Ortsgemeinde Müschenbach aufgeführt. Grundlage ist die Denkmalliste des Landes Rheinland-Pfalz (Stand: 21. Dezember 2021).

## Denkmalzonen
| Bezeichnung                           | Lage                                                     | Baujahr         | Beschreibung | Bild                           |
| ------------------------------------- | -------------------------------------------------------- | --------------- | --- | ------------------------------ |
| Denkmalzone Burganlage Vroneck-Nister | nördlich des Klosters Marienstatt; Distrikt Burberg Lage | 11. Jahrhundert | Reste der um 1340 geschleiften Burg der Edelfreien von Nister | weitere Bilder Fotos hochladen |
| Denkmalzone Parkanlage Luisenlust     | westlich des Ortes; Distrikt Luisenlust Lage             | 1747–51         | 1747–51 unter der Wild- und Rheingräfin Luise angelegte, zum 1796 zerstörten Jagdschloss Luisenlust gehörige terrassenförmige Parkanlage, in den Geländeformen ablesbar | weitere Bilder Fotos hochladen |

## Einzeldenkmäler
| Bezeichnung           | Lage                                                          | Baujahr                            | Beschreibung | Bild                           |
| --------------------- | ------------------------------------------------------------- | ---------------------------------- | --- | ------------------------------ |
| Wegekapelle           | Dorfstraße Lage                                               | 1898                               | Wegekapelle, Ziegelmauerwerk, bezeichnet 1898 | weitere Bilder Fotos hochladen |
| Quereinhaus           | Dorfstraße 5 Lage                                             | Mitte des 18. Jahrhunderts         | Fachwerk-Quereinhaus, teilweise massiv, Mitte des 18. Jahrhunderts (?) | Fotos hochladen                |
| Wohnhaus              | Hauptstraße 46 Lage                                           | zweite Hälfte des 18. Jahrhunderts | Wohnstallhaus (oder ehemaliges Quereinhaus); Fachwerk, teilweise massiv, zweite Hälfte des 18. Jahrhunderts oder um 1800                                                                    | Fotos hochladen                |
| Kaiserlicher Friedhof | nordwestlich des Klosters Marienstatt; Distrikt Buchholz Lage | Ende des 18. Jahrhunderts          | Friedhof der 1793–95 im Lazarett des Klosters Marienstatt verstorbenen österreichischen Soldaten, Ende des 18. Jahrhunderts; der Ort wird durch ein 1856 errichtetes Gedenkkreuz bezeichnet | weitere Bilder Fotos hochladen |